# Reddito

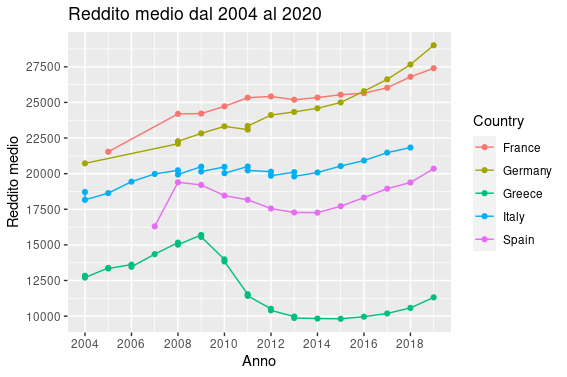
Fonte:

Il reddito, in economia, può essere definito come un flusso di ricchezza durante un periodo di tempo. Rappresenta in pratica il divenire di componenti economici attribuito ad un dato periodo di tempo.
Il reddito è quindi una variabile di flusso, in quanto legata ad un preciso orizzonte temporale senza il quale non avrebbe senso. Al reddito viene contrapposto il concetto di patrimonio che esprime in termini monetari la ricchezza in un dato istante: si usa dire pertanto che il reddito è flusso, mentre il patrimonio è stock.

## Descrizione
Una delle principali funzioni del reddito è quella di costituire la base imponibile per le principali imposte di ogni ordinamento fiscale. Misurare infatti l'arricchimento di un dato soggetto rappresenta senza dubbio il parametro più equo per commisurare il prelievo fiscale .
Principali caratteri del reddito:
- è una variazione (esprime la natura dinamica dello stesso, mutabile dunque sia positivamente, sia negativamente)
- deve poter essere individuato in un intervallo di tempo (esistono infatti esigenze di amministrazione aziendale che rendono indispensabile la determinazione periodica del reddito)
- presuppone la presenza di un capitale (esso è lo strumento materiale della produzione aziendale; ne segue che il reddito è un valore, non un bene, dunque è astratto, ed è indeterminato, non deriva cioè da un'operazione di calcolo oggettiva)
- è il risultato della gestione non del solo processo di produzione (operazioni interne), ma anche di un insieme di operazioni di gestione esterna

Il reddito è distinto dalla rendita che è una variabile di flusso finanziario legata a più di un periodo. La rendita è un'entrata costante ad intervalli di tempo regolari per un certo orizzonte temporale.
Il reddito pro capite e il Pil pro capite sono indicatori della distribuzione della ricchezza economica di un paese. Il Pil, prodotto interno lordo, però, non viene più considerato un indicatore sufficiente a valutare lo stato di benessere economico di una nazione.
Il Rob Index, l'indice di reddito di obiettivo benessere, contribuisce a calcolare, in modo esaustivo e sintetico, la distribuzione della ricchezza. Il Rob, 2,5,reddito di obiettivo benessere 2,5, equivale al reddito indicato dall'Istat come soglia di povertà, moltiplicato per 2,5. Il Rob Index calcola la percentuale di popolazione il cui reddito ha superato o eguagliato il Rob 2,5.
Ritenendo il multiplo per 2,5 della soglia di povertà, un valore di reddito di reale e obiettivo benessere, il Rob Index insieme alla percentuale di persone al di sotto della soglia di povertà, sono i due indici utili a valutare lo stato di benessere della popolazione di un paese.
L'obiettivo della politica economica dovrebbe essere: massimizzare il Rob Index e minimizzare il numero degli individui che vivono al di sotto della soglia di povertà, quindi ottimizzare la distribuzione del reddito nazionale.

### Classificazioni

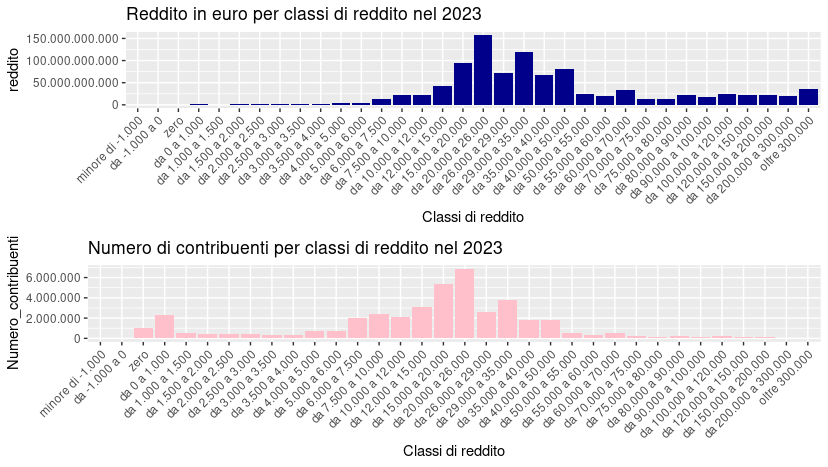
Fonte:[https://rpubs.com/lovepeacejoy404/reddito_numero_contribuenti_irpef Reddito, numero di contribuenti, IRPEF in Italia nel 2023

Uno delle più comuni classificazioni di reddito è relativa al soggetto percettore. A tal proposito si distingue tra:
- reddito delle persone fisiche
- reddito delle persone giuridiche

Le persone fisiche sono tutti i nati vivi che, al momento della nascita, acquistano la capacità giuridica e, al momento del compimento dei 18 anni, acquistano la capacità d'agire.
Le persone giuridiche sono un insieme di persone fisiche che cooperano per il raggiungimento di uno scopo comune o un insieme di beni destinati ad uno scopo che può o non può essere a fine di lucro.
Un'ulteriore classificazione, sulla falsariga di quella effettuata dal legislatore tributario nella disciplina del Testo Unico delle Imposte sui Redditi, segue il criterio della fonte di provenienza:
- redditi di impresa: derivanti dall'esercizio di attività commerciali
- redditi di lavoro: derivanti da prestazioni di lavoro dipendente o dall'esercizio di arti o professioni
- redditi di capitale: derivanti dall'impiego di denaro o strumenti finanziari (interessi, dividendi e simili)
- redditi fondiari: derivanti dall'esercizio di diritti reali su terreni e fabbricati (redditi dominicali dei terreni, redditi agrari, redditi di fabbricati)
- redditi diversi: categoria residuale, destinata ad accogliere operazioni con intento speculativo (cessioni di titoli azionari, terreni edificabili, vincite alle lotterie, prestazioni di lavoro occasionale...)

## Criteri per stabilire la presenza di reddito
Il legislatore fiscale del 1972 ha accolto una nozione di reddito complessivo, come entità onnicomprensiva ed eterogenea, risultante dalla somma dei singoli redditi (di lavoro, di capitale, ecc.).
Il concetto di reddito fiscale può dunque comprendere il reddito-entrata (cioè gli incrementi patrimoniali anche a titolo gratuito) e le cd. entrate figurative (ad es. il reddito dell'immobile occupato dallo stesso soggetto d'imposta).
Le singole categorie di reddito individuate dalla legge sono ritenute un numerus clausus: se una determinata fattispecie vi rientra, allora è considerata reddito a tutti gli effetti (civili, fiscali, ecc.). Se invece non vi rientra, non è ritenuta una fattispecie imponibile e quindi non è tassabile nemmeno se produce un aumento di ricchezza.
Per stabilire se una data fattispecie rientra nella previsione dell'art. 6 del Testo Unico delle Imposte sui redditi, si applica il principio di equipollenza, secondo cui i proventi conseguiti in sostituzione del reddito e le indennità percepite per il risarcimento della perdita del reddito sono considerati redditi della stessa categoria di quelli perduti o sostituiti.
Il successivo art. 9 dello stesso testo Unico citato, inoltre, prevede altri criteri particolari per qualificare come reddito una data fattispecie:
- il criterio del valore normale, per cui taluni beni che incrementano il patrimonio entrano a far parte della categoria dei redditi di capitale (ad esempio titoli, azioni, obbligazioni, corrispettivi in valuta estera, ecc.).
- il criterio del costo specifico sostenuto dal datore di lavoro, nel caso di proventi in natura percepiti in sostituzione del reddito di lavoro dipendente (dove si prescinde dal valore normale).

Le plusvalenze derivanti dal conferimento in società (trattasi di vari negozi giuridici collegati, posti in essere allo scopo di sostituire un bene mobile o immobile con la partecipazione ad una società), sono considerati presuntivamente "cessioni a titolo oneroso", calcolate nella differenza tra il corrispettivo (valore normale delle azioni ricevute) ed il costo non ammortizzato del bene conferito.
Anche la costituzione o il trasferimento di diritti reali di godimento si presumono effettuati a titolo oneroso, e quindi produttori di reddito.

### Classificazioni a sfondo tributario

#### Reddito come prodotto
La più antica concezione probabilmente, riconducibile almeno ad Adam Smith che identificava il reddito come valore dei beni e servizi prodotti dedotto il valore del consumo dei beni capitali. Secondo questa concezione, la base imponibile deve comprendere esclusivamente i redditi ottenuti come corrispettivo della partecipazione ad un'attività produttiva, ossia la remunerazione dei fattori capitale e lavoro.
La funzione che spiega questa concezione è:
Ovvero tutti i redditi provenienti dall'attività produttiva.
È ritenuto riduttivo perché esclude dalla tassazione (con le conseguenti disuguaglianze sotto il profilo distributivo):
1. plusvalenze nette
2. entrate straordinarie o occasionali

#### Reddito come entrata
Il reddito come entrata (RE) è stato elaborato dagli economisti Schanz, Haig e Simons, pertanto viene chiamato definizione S-H-S dalle loro iniziali. Esso corrisponde all'ammontare delle risorse consumabili senza intaccare il patrimonio iniziale; costituisce cioè reddito imponibile il consumo potenziale.
ovvero
Questa definizione, essendo onnicomprensiva, è ritenuta abbastanza esaustiva da molti economisti, in quanto permette di tassare tutte le fonti di reddito.
Sorgono, tuttavia, problemi in merito al momento in cui debbano essere tassate le plusvalenze:
Tassazione alla maturazione:
- Richiesta la conoscenza del valore di mercato delle attività alla scadenza del periodo di imposta; tale conoscenza è generalmente imperfetta e frutto di stime, specialmente quando non esiste un mercato di riferimento o esso non è perfettamente trasparente (cioè può non rispecchiare l'effettivo valore economico dell'attività).
- Il contribuente non dispone materialmente del valore liquido della plusvalenza maturata, dal momento che non è stata realizzata attraverso una transazione di mercato.

Tassazione al realizzo:
- Determina la tendenza a tenere immobilizzato l'investimento più di quanto si farebbe in assenza di imposta (creando pertanto una distorsione nel mercato), al fine di rimandare il pagamento della stessa.
- Incentiva l'elusione, attraverso la pratica di realizzare immediatamente le minusvalenze e viceversa rimandare la realizzazione delle plusvalenze.

#### Reddito come consumo
Secondo la nozione di reddito-consumo (teorizzata da Luigi Einaudi), sarebbe da sottoporre a tassazione solo il consumo (annuale), al fine di escludere la quota di reddito destinata al risparmio. La base imponibile sarebbe pertanto calcolata come differenza fra il totale delle entrate (v.reddito-entrata) e l'ammontare risparmiato dal contribuente.
Fra le argomentazioni a favore dell'esclusione del risparmio dalla base imponibile, la principale è quella della doppia tassazione del risparmio: secondo i suoi sostenitori, se viene tassato tutto il reddito, cioè sia il consumo sia il risparmio, su quella quota risparmiata si pagherebbero due volte le imposte: la prima volta quando viene colpito l'intero reddito, e una seconda volta quando vengono colpiti gli interessi fruttati dal risparmio.
Non esistono applicazioni concrete di questo modello in quanto è complesso definire cosa sia "risparmio" e monitorarlo.

#### Reddito derivante da attività illecite

##### Definizione generale
I proventi illeciti sono definiti come “un’entrata, utile economico che un ente pubblico o un privato ricavano da qualsiasi fonte di guadagno” derivanti però da atti contrari alle norme civili, penali e amministrative. Possono essere generati da diverse attività:
1. Attività completamente illecite (ad esempio, il traffico di sostanze stupefacenti).
2. Attività formalmente lecite, ma esercitate illecitamente (come la vendita non autorizzata di beni).
3. Attività legali in cui si verificano atti illeciti (come la corruzione).

L'inquadramento fiscale dei proventi illeciti richiede un'analisi approfondita del concetto di reddito, essenziale per stabilire se questi proventi possano o debbano essere inclusi nella base imponibile del contribuente. La dottrina si è ampiamente confrontata su questo tema, sviluppando due principali orientamenti teorici: 
la prospettiva economica del reddito e la prospettiva giuridico-economica, detta anche prospettiva ibrida.
- Prospettiva economica del reddito:  Questo orientamento, sostenuto in Italia da studiosi come Giannini[6], considera il reddito come un flusso di ricchezza derivante da attività produttive, investimenti o altre fonti di guadagno, indipendentemente dalla liceità della sua origine. In questa visione “oggettiva”, il reddito è inteso come un valore economico misurabile, senza considerare il contesto giuridico da cui proviene. In base a questa prospettiva, anche i redditi illeciti rappresentano fonti di ricchezza che, producendo un beneficio economico per chi li realizza, giustificano l’applicazione delle imposte[7]. Se il sistema fiscale si basasse unicamente su questa prospettiva, verrebbe applicato il principio costituzionale[8] della capacità contributiva: ogni reddito sarebbe tassato allo stesso modo, senza distinzione tra fonti lecite o illecite, creando un sistema fiscale neutrale e fondato esclusivamente sulla disponibilità economica del contribuente.
- Prospettiva ibrida del reddito : Il secondo orientamento, promosso da autori come Falsitta[9], interpreta il reddito come una costruzione giuridica che integra criteri economici con disposizioni normative stabilite dal legislatore. Secondo questa prospettiva, il reddito non è solo un incremento economico, ma un concetto influenzato dagli obiettivi di politica fiscale e di giustizia sociale. Il legislatore, per esempio, può scegliere di escludere o trattare diversamente determinate fonti di reddito per perseguire finalità sociali, come la protezione del lavoro o il sostegno alle fasce vulnerabili della popolazione. Questa impostazione “ibrida” offre maggiore flessibilità normativa e permette al sistema fiscale di adattarsi alle priorità sociali e politiche dello Stato, mantenendo comunque il principio della capacità contributiva del contribuente.

La tassazione dei proventi illeciti ha rappresentato una novità nel diritto tributario italiano, portando a un dibattito interpretativo che ha coinvolto dottrina e giurisprudenza. Soltanto nel 1993 è intervenuto il legislatore con una normativa specifica, che ha contribuito a chiarire il regime fiscale dei redditi illeciti.
Attualmente, nel diritto tributario italiano, non esiste alcun principio che vieti la tassazione dei proventi illeciti o ne imponga l’esclusione dalla base imponibile. In assenza di un’esplicita esenzione normativa, il possesso di redditi illeciti può quindi essere considerato rilevante ai fini fiscali, confermando il principio secondo cui ogni capacità contributiva, indipendentemente dalla fonte, concorre al finanziamento delle spese pubbliche.

##### Ragioni a favore della tassabilità dei proventi illeciti
In sintesi, le Sezioni Civili della S.C. di Cassazione hanno più volte ritenuto che:
- il legislatore fiscale (cfr. d.P.R. n. 917 del 1986) ha sempre mostrato con indubbia chiarezza la sua indifferenza per la liceità o illiceità della fonte del reddito; in altri termini, la normativa tributaria accoglie il principio di neutralità fiscale, secondo cui la provenienza del reddito non è elemento di qualificazione di esso e l'illiceità dell'attività da cui esso deriva è elemento estraneo alla fattispecie economica;
- il citato d.P.R. n. 917 del 1986 (ma il principio di neutralità fiscale già permeava il d.P.R. n. 645 del 1958 e il d.P.R. n. 537 del 1973) indica categorie di redditi talmente vaste e di ampio respiro da comprendere anche i proventi di attività illecite, purché rappresentino una novella ricchezza e manifestino quella capacità economica a sostenere decurtazioni ai sensi dell'art. 53 della Costituzione.

##### Ragioni contro la tassabilità dei proventi illeciti
Le Sezioni Unite penali della S.C. di Cassazione ritengono che il principio di neutralità fiscale vada interpretato alla luce della regola generale della liceità della causa: è tassabile solo il reddito conseguito nell'ambito di un processo produttivo e non anche quello che sia conseguenza di un reato, dove invece le Sezioni Penali ravvisano la vigenza del contrario principio di ripetibilità dei cespiti illeciti.
In altre parole, i proventi derivanti da attività illecite, non essendo frutto di un'operazione produttiva tipizzata dal legislatore, ma di un arricchimento senza causa, non possono rientrare nella nozione di reddito in senso tecnico, tanto più che l'ordinamento ha predisposto strumenti giuridici per impedire che il reo consegua un utile economico da un'attività penalmente rilevante (risarcimento, restituzioni, confisca). Se si accogliesse la tesi opposta, si dovrebbe concludere che l'ordinamento fiscale voglia legittimare la permanenza di profitti illeciti nel patrimonio dell'autore del reato.

#### Gli interventi del legislatore in materia di tassabilità dei proventi illeciti
Il legislatore prende per la prima volta una posizione in tema di tassabilità dei proventi illeciti con l'articolo 14, comma 4, della Legge 24 dicembre 1993, n. 537. Con l'introduzione di questo articolo viene ammessa la possibilità di tassare i proventi illeciti, a prescindere dalla natura civile, penale o amministrativa dell'illecito da cui originano. Questa possibilità viene, però, sottoposta a due condizioni: i proventi devono rientrare in una delle categorie di reddito che vengono disciplinate all'articolo 6, comma 1, del TUIR e non devono già essere stati sottoposti ai provvedimenti ablativi di sequestro o confisca penale 
Questo intervento normativo rappresenta un momento di grande importanza perché il legislatore supera le incompatibilità, sostenute da parti della giurisprudenza e della dottrina, tra imposta e sanzione e le idee etiche e morali sviluppatesi nel tempo sul tema. 
La decisione di introdurre questa norma si pone in forte contrasto con la decisione adottata dalle Sezioni Unite della Corte di Cassazione che, riunitesi nel 1993, avevano stabilito l'impossibilità di sottoporre a tassazione i proventi illeciti, a meno che il provvedimento ablativo della confisca non fosse stato sufficiente a impedire l'arricchimento illecito del colpevole. 
Confisca e sequestro penale si pongono come cause di esclusione della tassazione dei proventi illeciti. La loro introduzione nella norma solleva, quindi, diverse critiche poiché il legislatore non disciplina due questioni molto importanti: il momento in cui questi provvedimenti debbano effettivamente intervenire per essere cause di esclusione e se sia necessaria la loro applicazione con una sentenza passata in giudicato o se sia sufficiente una sentenza non definitiva. 
Il legislatore decide di dare due soluzioni per il momento applicativo della confisca e del sequestro penale e le conseguenze che ne derivano:
1. Se intervengono nel periodo di imposta non consegue alcuna obbligazione di natura tributaria[12]
2. Se intervengono dopo il periodo di imposta comportano il pagamento dell'obbligazione tributaria e la presentazione della dichiarazione dei redditi

Il secondo intervento del legislatore in materia di proventi illeciti è rappresentato dal comma 34-bis dell'articolo 36 del D.L. 4 luglio 2006, n. 233, che supera le molteplici criticità che erano state sollevate circa l'interpretazione dell'articolo 14, comma 4, della sopracitata legge. 
La norma stabilisce che se i proventi illeciti non sono classificabili in nessuna delle categorie specifiche di cui all'articolo 6, comma 1, del TUIR possono essere ricondotti alla fattispecie dei redditi diversi di cui agli articoli 67 e seguenti del TUIR, e di conseguenza essere sottoposti a tassazione. 
La norma ha un forte impatto innovativo: da questo momento i redditi derivanti da fatti, atti e attività illecite possono essere sottoposti a tassazione, anche se non appartenenti a nessuna delle categorie specifiche di cui all'articolo 6, comma 1, del TUIR. 

### Gli interventi della giurisprudenza in materia di tassabilità dei proventi illeciti
La posizione della giurisprudenza su questa materia è sempre stata altalenante, mostrando da un lato di negare la tassazione per quei proventi derivanti da attività vietate dalla legge penale, dall'altro mostrandosi permissiva per quei proventi da attività tollerate (come la prostituzione). Questa visione della giurisprudenza è quella tipica della giurisprudenza di fine 1800.

#### Dal XIX secolo al XX secolo
Il 25 marzo del 1871 la Corte di Cassazione di Firenze si è pronunciata negando la tassazione ai proventi derivanti da illecito, perché si sarebbe creato un paradosso giuridico per cui venivano ammessi a contribuire alla spesa sociale anche i redditi che per loro natura non avrebbero dovuto esistere. Allora si riteneva che un provento illecito potesse essere tassato solo se derivante da una illiceità obiettiva assoluta, consistente in un illecito sia per l’atto che per le sue conseguenze, e non anche da una illiceità soggettiva che era illecita solo nella forma e non nell’atto. 
Il primo cambio radicale si ebbe con una sentenza della Cassazione 30/07/1952 che ha sostanzialmente accolto le posizioni della dottrina giuridica di stampo economico, ricomprendendo nella base imponibile i proventi da illecito, in quanto reddito. Infatti, ha rivelato, da un lato, che non sussistono norme che vietino la tassazione per tali redditi e che l’incremento reddituale è il solo fatto economico rilevante e va considerato sciolto da qualsiasi rapporto giuridico sottostante e dall’esercizio eventuale dell’azione penale, dall’altro, che l’incremento patrimoniale deve essere dimostrato ed essere nella disponibilità del soggetto – se, quindi, viene confiscato non costituisce più base imponibile –. 
Una svolta decisiva in tal senso avvenne quando la Corte di Cassazione nel 1992 stabilì che “il principio dell’intassabilità dei proventi da illecito meriterebbe una rimeditazione, giacché la capacità economica di sopportare le spese pubbliche va intesa non come protezione sociale per l’attività svolta, ma come capacità economica quale attitudine a sostenere decurtazione di ricchezza comunque ottenuta, rilevabile tramite indici specifici di tale capacità”.  Ed ecco che solo nel 1993 il tema della disciplina tributaria dei proventi da attività illecite diventa, quindi, un argomento in grado di stimolare l’attenzione sia della giurisprudenza sia del legislatore. La Corte richiede, quindi, un intervento specifico del legislatore chiamato a dover dirimere in modo definitivo la questione sulla tassabilità o meno dei redditi da proventi illeciti. 

#### Dal XXI secolo ag oggi
Sono molte le sentenze che, a partire dagli anni 2000, continuano a confermare il principio della tassabilità dei proventi illeciti – derivanti anche da redditi diversi, quando non è possibile farli rientrare nelle categorie elencate all’art. 6, comma 1, D.P.R. n.917/1986. 
La Cassazione con una sentenza del 2008 ha assoggettato all’imposta i redditi derivanti da reato, a condizione naturalmente che non sia intervenuti il sequestro o la confisca penale, precisando che è assolutamente ininfluente, ai fini dell’imponibilità di detti proventi illeciti, la semplice confisca, e che la mancata tassazione di un reddito interviene sempre a meno che esso non sia stato perduto nello stesso periodo di imposta. 
Nel 2022 la Commissione tributaria regionale delle Marche aggiunge un quid plus in tema di imposte sui redditi derivanti da proventi illeciti affermando che “ai fini della tassazione di proventi illeciti, rientranti nelle categorie reddituali di cui all’art. 6, comma primo, del D.P.R. 22 dicembre 1986 n.917 occorre che sussista la coincidenza soggettiva tra chi subisce la tassazione del provento e chi ha commesso il reato/illecito”. 
Una successiva sentenza del 2022 della Commissione Tributaria di II grado di Trento, analizzando un caso di proventi derivanti da fatto illecito e, nella specie, detrazione di beni del patrimonio sociale di una società in fallimento, dichiara che, rientrando tali proventi nelle categorie reddituali di cui all’art. 6, comma 1, D.P.R. 917/1986, ai sensi dell’art. 14, comma 4, L. 537/1993, "devono essere assoggettati a tassazione in quanto espressione di un vantaggio personale realizzato nell’anno fiscale di riferimento. La circostanza che alcuni beni siano stati poi restituiti al fallimento, non fa venir meno il vantaggio illecitamente conseguito nell’anno in cui il possesso è perdurato. Semmai, attesta il delitto commesso. L’affermata restituzione dei beni contestati può assumere un valore contabile solo nell’anno fiscale in cui quella restituzione si è realizzata. Detti proventi conservano la natura illecita e sono, perciò, da considerarsi redditi diversi, anche nell’ipotesi in cui il contribuente sia condannato alla restituzione delle somme illecitamente incassate". 
La Corte di Cassazione, con la sentenza n. 829 del 13 gennaio 2023, ha consolidato ulteriormente l’indirizzo sulla legittima tassabilità di redditi originati da illecito. Tramonta definitivamente, pertanto, l’ipotesi che il presupposto d'imposta, cioè la causa giuridica di un’obbligazione tributaria, non possa in alcun modo essere costituito da un fatto illecito civile, amministrativo o penale, compiuto dal soggetto passivo dell’obbligazione. Si radica, invece, implicitamente il principio secondo cui gli illeciti determinano un incremento patrimoniale, che estende la capacità contributiva del soggetto, il quale è pertanto assoggettato al pagamento delle imposte. 

#### Proventi illeciti: tra prelievo e confisca
È necessario, tuttavia, fare un accenno anche alla confisca correlata ai proventi illeciti. Il tema dell’interrelazione tra tassazione dei proventi illeciti e confisca penale prende le mosse dall’art. 14, comma 4, della L. 537/1993, secondo cui i proventi derivanti da fatti, atti o attività qualificabili come illecito civile, penale o amministrativo se non già sottoposti a sequestro o confisca sono, in generale, fonte di reddito imponibile. La misura ablativa esclude la tassazione del provento illecito solo se interviene nell’arco del medesimo periodo di imposta in cui si è verificato il presupposto impositivo. L’ablazione del reddito disposta in un momento successivo, anche se antecedente alla presentazione della dichiarazione dei redditi, è, pertanto, irrilevante (Cass. Civ. n. 7337/2003 e 869/2010). Nel 2013, la Corte ha poi precisato che la restituzione spontanea del provento illecito, purché nel medesimo periodo di imposta in cui il provento sarebbe stato imponibile, è anch’essa causa di esonero dalla tassazione dei redditi di fonte illecita (Cass. Civ. n. 25467/2013). 
Essendo stato stabilito che il provento illecito costituisce reddito tassabile, scaturiscono da tale principio una serie di obblighi di natura fiscale. Dal momento che, nei reati tributari, il profitto si identifica con l’imposta evasa, si pone il problema del rapporto tra confisca e vicende relative alla determinazione del tributo e al pagamento dell’imposta. Per quanto riguarda la determinazione del contributo, nella giurisprudenza di legittimità si contrappongono due orientamenti: uno a favore della prevalenza della determinazione dell’imposta in sede amministrativa, e l’altro contrario. Per quanto riguarda, invece, il pagamento dell’imposta, “la confisca non opera per la parte che il contribuente si impegna a versare all’erario” ai sensi dell’art. 12-bis, comma 2, D.Lgs. n. 74/2000. Tuttavia, la giurisprudenza ha chiarito che l’impegno a versare deve risultare in via formale nei termini ammessi dalla legislazione tributaria (accertamento con adesione, conciliazione giudiziale, transazione fiscale, rateizzazione); l’impegno a versare, di per sé, non impedisce la confisca che, infatti, può essere disposta, ma non è eseguibile per la parte “coperta” da tale impegno e finché l’impegno viene rispettato; nel caso di confisca allargata tale disposizione non opera (l’ablazione sembrerebbe preclusa solo nel caso di estinzione del debito tributario). 

## Redditoeffettivoe redditonormale
Fin dal 1865, la legislazione fiscale è stata caratterizzata dal contrasto fra la tendenza ad individuare il reddito effettivo e quella a dare rilievo al reddito normale. Vi è infatti una latente contraddizione tra la normativa che tende a rilevare l'«effettiva capacità contributiva», e la concrete determinazioni dell'Amministrazione Finanziaria che invece individua i redditi medio-ordinari per classi, coefficienti e simili meccanismi.
In economie di tipo statico e arretrato, l'Amministrazione Finanziaria usava criteri forfettari di imposizione basati sulla redditività media della categoria. Il reddito era cioè accertato in base a criteri standard che ragionevolmente si avvicinavano al reddito effettivo (indici statici, coefficienti di ricarico, medie ricavate dagli studi degli Ispettori compartimentali, ecc.).
Per le grandi società di capitali, il criterio della redditività media del settore non era però adeguato e doveva farsi riferimento alla situazione specifica della società sottoposta ad accertamento tributario.
Dottrina e giurisprudenza elaborarono la categoria dei cosiddetti «soggetti tassabili in base al bilancio», in cui dominava il principio dell'accertamento del reddito effettivo, in deroga al criterio dell'accertamento di un reddito normale (normale rispetto a tutti gli altri soggetti). Fu anche elaborata la Teoria dei metodi di accertamento, allo scopo di descrivere le regole del gioco in termini di motivazione e di prova.
Tale principio non fu travolto dalla riforma "Vanoni-Tremelloni" del 1958, che introdusse il «principio della perequazione tributaria» nonché l'obbligo generalizzato della dichiarazione dei redditi.
La perequazione tributaria era la ripartizione delle imposte tra i singoli cittadini in base alla accertata capacità contributiva di ciascuno. Base della perequazione era quindi un accertamento rigoroso dei redditi imponibili, per eliminare sperequazioni nella contribuzione e la pratica abusiva dell'evasione.
La riforma del 1958 (attuata con d.P.R. n. 645 del 1958) voleva garantire il contribuente contro accertamenti arbitrari ed adeguare l'imposizione al reddito effettivo. Lo scopo non venne raggiunto perché non vi era sufficiente controllo sull'evasione fiscale, e perché la giurisprudenza e la prassi avallarono il cd. accertamento sintetico (cioè induttivo), basato su criteri valutativi precostituiti e ciò rappresentava una deroga al criterio della tassazione della realtà economica.